# Cricotopus shilovae
Cricotopus shilovae är en tvåvingeart som beskrevs av Zelentsov 1989. Cricotopus shilovae ingår i släktet Cricotopus och familjen fjädermyggor.
Artens utbredningsområde är Tadzjikistan. Inga underarter finns listade i Catalogue of Life.